# یواس‌سی‌جی‌سی بیب (دبلیوپی‌جی-۳۱)
یواس‌سی‌جی‌سی بیب (دبلیوپی‌جی-۳۱) (به انگلیسی: USCGC Bibb (WPG-31)) یک کشتی بود که طول آن 327' 0" بود. این کشتی در سال ۱۹۳۷ ساخته شد.